# Pădurea de mesteceni (film)
Pădurea de mesteceni (în poloneză Brzezina) este un film dramatic polonez din 1970, regizat de Andrzej Wajda, care ecranizează nuvela omonimă a lui Jarosław Iwaszkiewicz, publicată pentru prima oară în anul 1932. El este prima adaptare cinematografică a unei opere literare a lui Iwaszkiewicz pe care a realizat-o Wajda, fiind urmat ulterior de Domnișoarele din Wilko (1979), și a fost realizat inițial pentru televiziune. Rolurile principale sunt interpretate de Daniel Olbrychski, Olgierd Łukaszewicz și Emilia Krakowska.
Acțiunea filmului are loc în anii 1930. Personajele principale sunt doi frați: Bolesław și Stanisław, care se reîntâlnesc după o despărțire de mai mulți ani. Fratele mai mare, Bolesław, lucrează ca pădurar și locuiește retras, după moartea recentă a soției, într-o cabană dintr-o pădure de mesteceni. Acolo sosește într-o zi de primăvară fratele său mai mic, Stanisław, grav bolnav de tuberculoză, pentru a-și petrece ultimele luni din viață. Între cei doi frați apare o rivalitate cu privire la o femeie locală pe nume Malina, care emană senzualitate și personifică forța vitală a locurilor. Stanisław moare în cele din urmă și este înmormântat în pădurea de mesteceni, iar Bolesław își recapătă liniștea și părăsește acele locuri.
Filmul a cunoscut un succes critic remarcabil atât în Polonia, cât și în străinătate pentru tratarea cu maturitate artistică a temei morții și pentru calitățile sale estetice. Unii critici au afirmat chiar că este o capodoperă. Filmul a fost prezentat la ediția a VII-a a Festivalului Internațional de Film de la Moscova, unde Wajda a obținut Medalia de Aur pentru regie, iar Daniel Olbrychski a câștigat, alături de Richard Harris, premiul pentru cel mai bun actor.
Apariția acestui film marchează începutul perioadei de apogeu în creația cineastului polonez, când Andrzej Wajda a învățat să mențină un echilibru între conținut și reprezentare și a creat astfel o serie de filme mature care au atras atenția criticilor străini și au fost considerate capodopere artistice.

## Rezumat

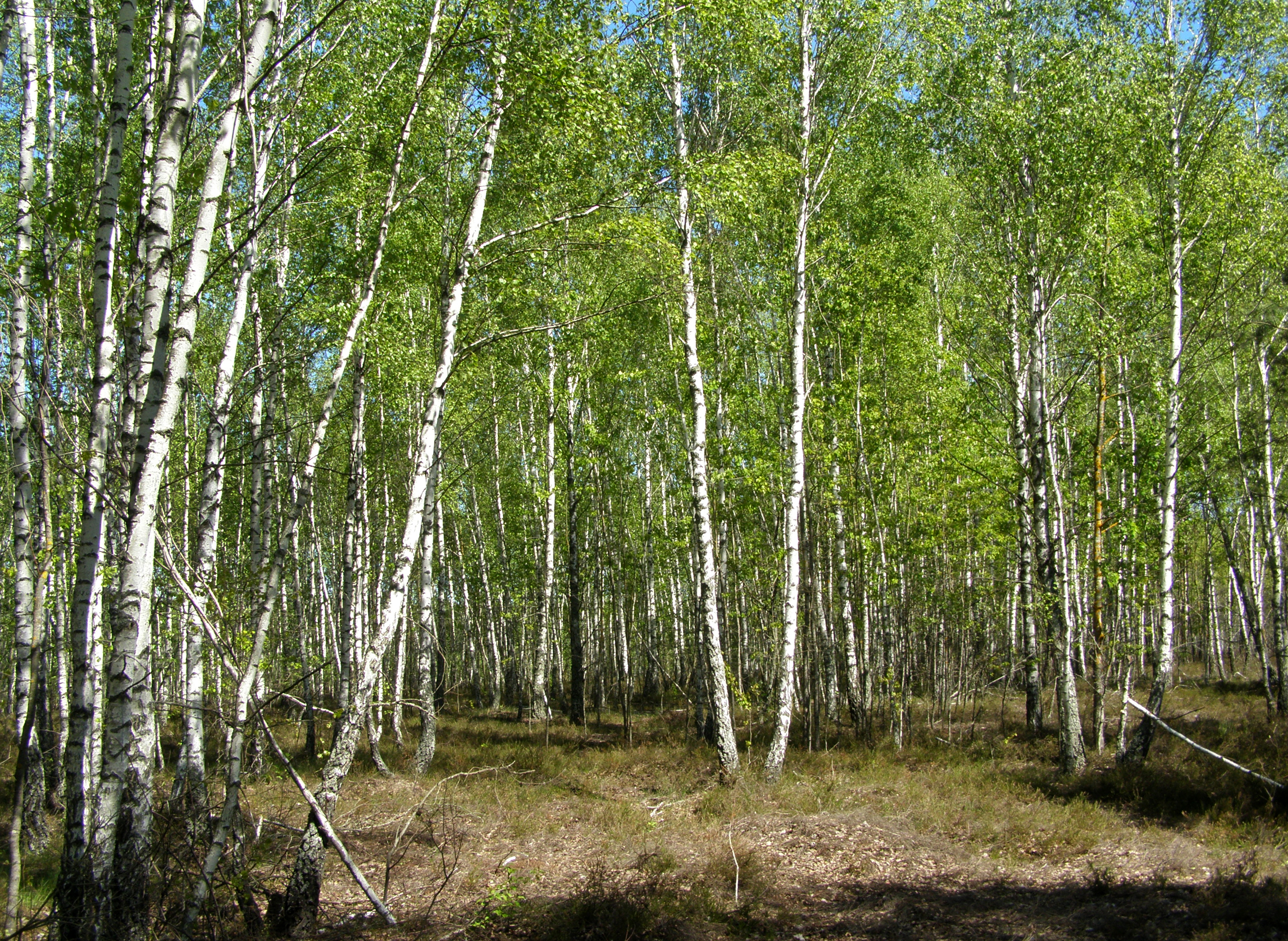
Pădure de mesteceni

Tânărul muzician Stanisław, care este grav bolnav de tuberculoză, se întoarce de la un sanatoriu din Elveția pentru a-și petrece ultimele luni din viață împreună cu fratele său, pădurarul Bolesław. Boala de care suferea se afla în ultima fază de evoluție, când pacienții experimentau adesea o ușoară ameliorare a sănătății, însoțită de o stare de euforie. Nemaiputând opri evoluția bolii, medicii îi externau pe pacienți și recomandau retragerea într-un mediu natural cu aer curat. Bolesław locuia, împreună cu fiica sa, Ola, și cu slujnica Katarzyna, într-o cabană dintr-o pădure de mesteceni, ducând o viață retrasă după moartea recentă a soției sale, Barbara.
Neștiind inițial că fratele său era în faza terminală a bolii, Bolesław îl primește fără prea mare bucurie, percepe sosirea lui ca o intruziune în traiul său liniștit și se comportă suspicios și meschin în relația cu el. Stanisław dovedește o mare poftă de viață, fără a ține seama de opreliști, și se bucură de fiecare zi ca și cum ar fi ultima. Se plimbă ore în șir prin pădurea de mesteceni, începe o relație amoroasă cu Malina, o fată care locuiește în apropiere, și aduce în casă un pian. În realitate, comportamentul lui alternează între euforie și depresie, deoarece, în ciuda exuberanței, Stanisław este conștient că va muri curând. Observând pofta de viață a fratelui său, Bolesław se simte inițial deranjat și începe treptat să-și revină din starea proprie de letargie. Între cei doi frați apare o rivalitate subconștientă și emoțională pentru dragostea Malinei, atunci când își dau seama că amândoi o râvnesc.
Stanisław se trezește vesel într-o dimineață frumoasă, cântă la pian, își aruncă pe fereastră sticluțele cu medicamente, face dragoste cu Malina în pădurea de mesteceni, ascultă cântecul la armonică al fermierului Michał în coliba Malinei, cântă la pian o melodie de vodevil, dansează pe o mică punte din lemn care traversează un pârâu și se simte apoi cuprins de disperare atunci când își dă seama că boala revine. În acest timp, relația amoroasă a lui Stanisław cu Malina îl trezește la viață pe Bolesław, care începe să treacă peste durerea morții soției sale și o supune cu brutalitate pe fiica sa unui șir de întrebări cu privire la presupusa infidelitate a Basiei cu tânărul Michał.
Starea de sănătate a lui Stanisław se înrăutățește, iar în acest timp Bolesław trece definitiv peste moartea soției sale și este revigorat datorită Malinei (pe care încearcă să o seducă), a lui Michał (pe care îl admiră pentru vigoarea sa bărbătească) și a naturii pline de flori. Când proprietarul pianului vine să-și recupereze bunul, Stanisław înțelege că moartea sa se apropie și, speriat, se îmbracă și pleacă în pădurea de mesteceni ca să o mai vadă încă o dată pe Malina. Într-o dimineață, el se trezește și privește mestecenii, se ridică pe jumătate din pat și apoi se prăbușește mort. Stanisław este înmormântat în pădurea de mesteceni, lângă mormântul Barbarei. După moartea fratelui său și căsătoria Malinei cu Michał, Bolesław decide să părăsească pădurea de mesteceni și să înceapă o nouă viață. Camera lui Stanisław este golită și curățată, iar Bolesław și Ola se plimbă călare prin pădure, îmbrăcați în alb și radioși.

## Distribuție
- Daniel Olbrychski — Bolesław,[28][29] un pădurar văduv care locuiește într-o pădure de mesteceni[9]
- Olgierd Łukaszewicz — Stanisław, fratele lui Bolesław[28][29]
- Emilia Krakowska — Malina,[28][29] o fată din satul vecin[21]
- Danuta Wodyńska — Katarzyna, slujnica lui Bolesław[28][29]
- Elżbieta Żołek — Ola, fiica lui Bolesław[28][29]
- Marek Perepeczko — Michał, logodnicul Malinei[28][29]
- Mieczysław Stoor — fratele proprietarei pianului[28][29]
- Alina Szpakówna — proprietara pianului,[28][29] bolnavă de tuberculoză[21]
- Jan Domański — Janek, fratele Malinei[28][29]
- Andrzej Kotkowski — bărbatul care îl însoțește pe fratele proprietarei pianului[28][29]
- Jerzy Obłamski — evreu[28][29]
- Jerzy Próchnicki — evreu[28][29]
- Irena Skwierczyńska — mama Malinei[28][29]

## Producție

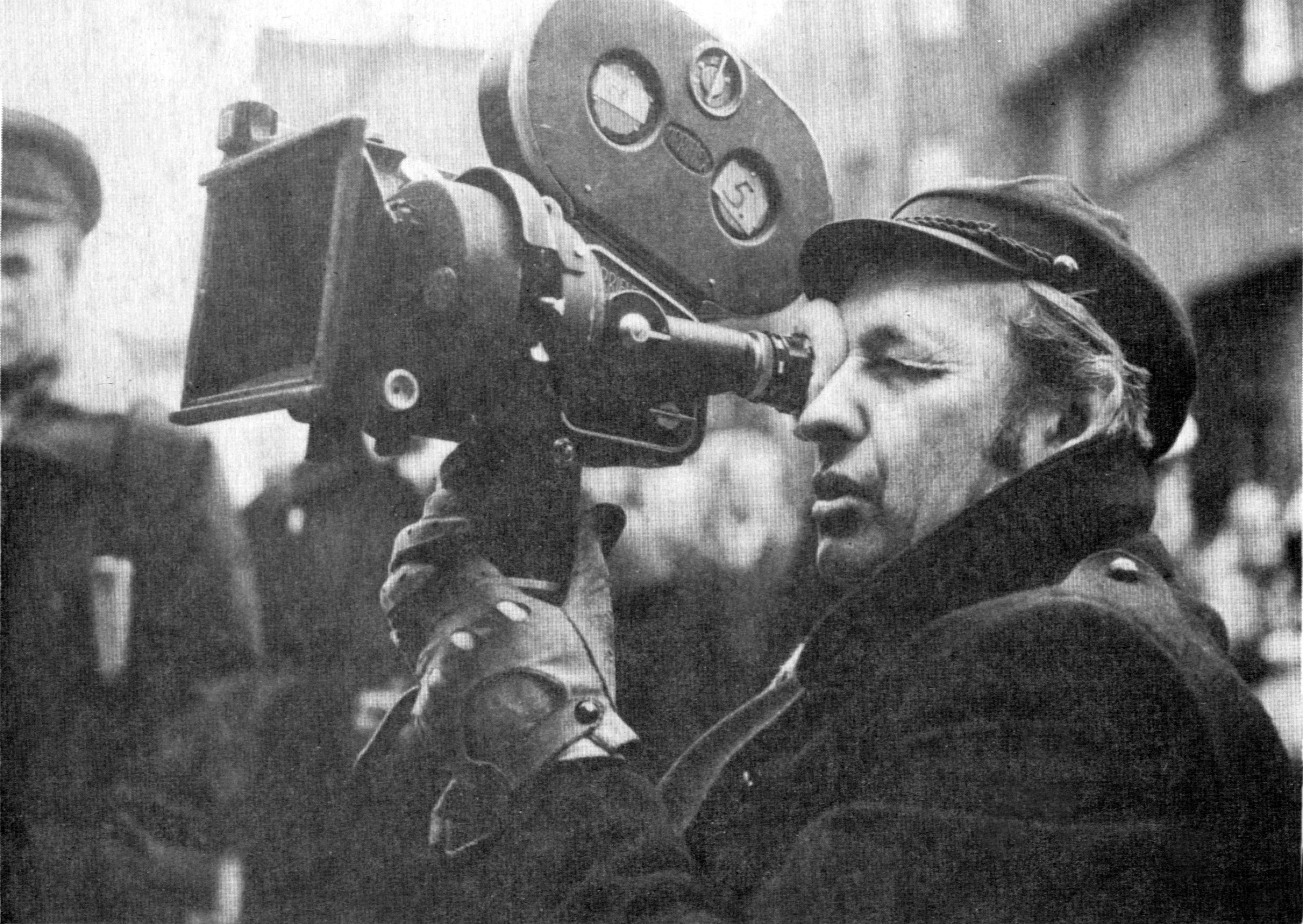
Andrzej Wajda pe platoul de filmare la Pământul făgăduinței (1974).

Andrzej Wajda se gândea să ecranizeze nuvela „Pădurea de mesteceni” (1932) a lui Jarosław Iwaszkiewicz încă de la începutul carierei sale regizorale, dar nu se considera suficient de matur pentru a realiza acest proiect atunci când avea 30 de ani. „Cunoșteam de mult povestea lui Jaroslaw Iwaszkiewicz, dar încă nu dobândisem o înțelegere matură a mesajului ei altruist”, mărturisea cineastul. Televiziunea Poloneză i-a comandat să realizeze ecranizarea, întrerupându-i toate aceste îndoieli și stimulându-l să găsească soluții creative. Realizarea acestui film a însemnat pentru cineast, potrivit propriilor mărturisiri, o părăsire temporară a „scenei pasiunilor politice” și o relaxare în mijlocul naturii. Wajda a avut timp să contempleze natura și să reflecteze la cariera sa, refăcându-și forțele creative.
Alegerea actorilor s-a derulat relativ repede, spre satisfacția cineastului, iar filmările au început curând la începutul primăverii anului 1970. Wajda a colaborat din nou aici, la fel ca în Vânătoarea de muște (1969) și Peisaj după bătălie (1970), cu operatorul de imagine Zygmunt Samosiuk. Cei doi artiști au convenit să realizeze un film în stilul picturii lui Jacek Malczewski, creând o atmosferă cât mai asemănătoare atmosferei prezentate în nuvela lui Iwaszkiewicz. „Am făcut multe lucruri ireale, am saturat filmul cu culoare. De exemplu, atunci când o fată merge cu o lumânare, fața ei este violetă, nu portocalie, așa cum era obișnuit. Violetul este menit să deranjeze și să se reflecte asupra privitorului”, a afirmat Samosiuk într-un interviu publicat la 15 decembrie 1970.
Acțiunea filmului avea loc într-un mediu natural, iar filmările trebuiau armonizate cu fenomenele naturii aflate în plină desfășurare. Iarna era pe sfârșite, mestecenii începeau să înfrunzească, iar a doua zi a avut loc o ultimă ninsoare. Scenele trebuiau filmate imediat datorită schimbării peisajului. Unele flori apăreau și se ofileau, iar culoarea peisajului se schimba de la o zi la alta. De exemplu, scena filmată în mlaștină printre florile de apă galbene a trebuit finalizată în dimineața următoare, când florile deja se ofiliseră și dispăruseră sub apă. Flori de păpădie răsăriseră peste noapte, iar pajiștea care cu o zi înainte fusese verde devenise galbenă.
Echipa tehnică, obișnuită să filmeze în studiouri de film închise, a trebuit să se adapteze în primele zile cu aerul rece și proaspăt al pădurii, iar regizorul și ceilalți membri ai echipei au simțit că lucrează sub influența unui drog neobișnuit. Wajda a mărturisit că realizarea acestui film a fost „o aventură minunată”: „Sub influența acestui drog neobișnuit, am realizat un film diferit, proaspăt și surprinzător pentru mine. Am tras aer în piept, m-am simțit mai ușor și am privit uimit filmul pe ecran, de parcă nu ar fi fost propriul meu film. Ceva din această prospețime a rămas atât în interpretarea actorilor, cât și în mișcarea camerei”.
Unele scene ale filmului au fost inspirate din picturile lui Jacek Malczewski. Astfel, pe unul din pereții din cabana pădurarului a fost atârnată o variantă a picturii simboliste Thanatos (Kobieta z kosą), care combină imaginile frumuseții, dragostei și morții. O aluzie la acest tablou există în scena în care Malina, îmbrăcată în alb, taie florile galbene din mlaștină și apoi se sprijină în coasă.

## Analiză și interpretare

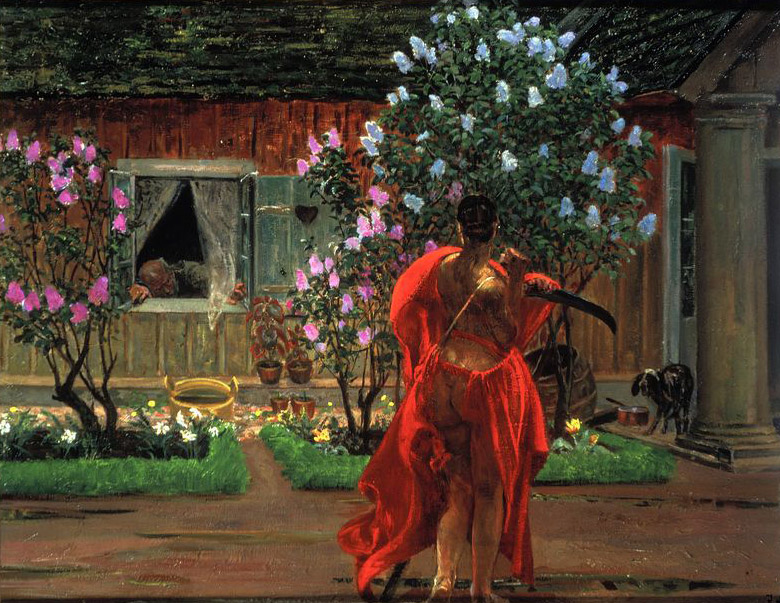
Jacek Malczewski, pictură din seria Thanatos (1898–1899).

Filmele realizate de Wajda în anii 1970 s-au caracterizat printr-o „adevărată expansiune a artelor plastice”, care a contribuit la crearea unor metafore artistice și a devenit subiect de analiză comparativă. Pădurea de mesteceni a fost supus mai multor analize și interpretări, care au urmărit să identifice simbolurile vizuale și să descopere corelații între imagini și întâmplări reale. În procesul de realizare a acestui film cineastul a combinat creativ materia literară cu diferite motive artistice cu scopul de a găsi „o cheie artistică uniformă care să fie esențială pentru înțelegerea straturilor mai profunde ale textului literar”. Profesoara Janina Falkowska, autoarea unui studiu dedicat filmelor lui Wajda, a susținut că Pădurea de mesteceni are o deosebită complexitate și profunzime psihologică. Filmul este impregnat de temele dragostei și morții.
Pădurea de mesteceni se bazează pe un contrast: fratele sănătos, pădurarul Bolesław, și-a pierdut voința de a trăi după moartea soției sale, în timp ce fratele bolnav, muzicianul Stanisław, dovedește o poftă de viață molipsitoare și se bucură de fiecare zi ca și cum ar fi ultima. Stanisław transformă atmosfera posomorâtă din casa lui Bolesław: aduce un pian, se joacă cu singuratica Ola, fiica fratelui său, și începe o relație amoroasă cu tânăra țărancă Malina. Pofta sa de viață este însă un rezultat al apropierii morții. Pe măsură ce viața lui Stanisław se apropie de moarte, fratele său mai mare își recapătă cheful de viață. În ciuda subiectului trist, filmul nu are însă un ton pesimist, deoarece moartea lui Stanisław, survenită în mijlocul naturii, se înscrie în ciclul etern al reînnoirii vieții.
Cineastul s-a inspirat în realizarea ecranizării din picturile lui Jacek Malczewski (membru al mișcării artistice moderniste Tânăra Polonie), fiind identificate asocieri cu seriile de picturi Thanatos („Femeie cu coasă”, 1898–1899) și Zatruta studnia („Femeie la fântână”, 1906) îndeosebi în scenele în care apare Malina. Reproducerea creativă în unele scene a unor opere de artă ale lui Malczewski are rolul de a întări mesajul filmului. Spectrul de culori folosite de cineast în reprezentarea chipurilor umane este asemănător celui folosit de pictorul Malczewski în creațiile sale, transmițând senzația bolii și a morții, după cum a remarcat Bolesław Michałek: „Culoarea este cu siguranță stranie, urâtă în felul ei, «cadaverică» așa cum a fost numită – un amestec putred de galben, verde și violet. Aceste tonuri domină imaginea corpurilor umane cu fețele lor stropite de pete nesănătoase și sinistre. Utilizarea aceluiași spectru ca și Malczewski a oferit imaginilor filmului un aer îngrijorător, neguros, dar mereu prezent, de boală, descompunere și moarte”. Culoarea îndeplinește un rol dramatic în Pădurea de mesteceni, a susținut criticul de film Hanna Książek-Konicka.
Există în acest film numeroase aluzii la moarte precum prezența în coliba pădurarului a picturii simboliste Thanatos a lui Jacek Malczewski, care combină imaginile frumuseții, dragostei și morții, sprijinirea Malinei în coasă în scena în care cosește florile galbene din mlaștină, sângele care curge din gură în timpul tuselor prelungite sau transportarea cu o căruță a pianului care seamănă cu un sicriu negru. Scena transportării pianului prevestește scena morții lui Stanisław după cum a dezvăluit Wajda într-o conversație cu Jerzy Niesiobędzki:
| “ | În finalul filmului Pădurea de mesteceni vedem un pian transportat prin pădure. Am putut introduce această scenă pentru că nu am prezentat scena înmormântării lui Stanisław. L-am arătat doar murind. Pianul este negru, este încărcat într-o căruță, ca și cum ar fi un sicriu. Această imagine este o metaforă, deoarece un film trebuie să urmărească să fie o reprezentare metaforică și condensată. | ” |

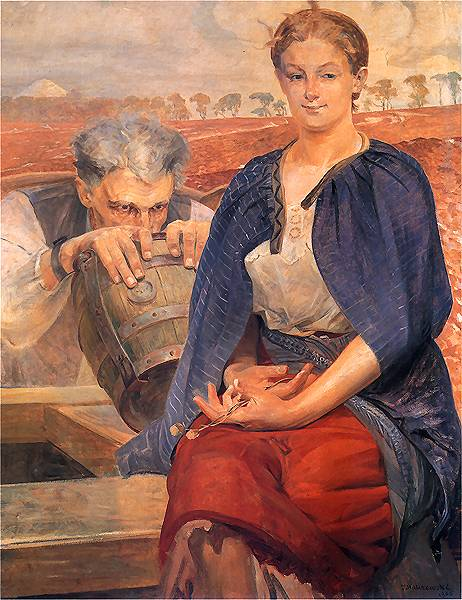
Jacek Malczewski, pictură din seria Zatruta studnia (1906).

Scena morții nu este prezentată în mod explicit, ci tot metaforic, asociată cu vegetația pădurii: Stanisław se trezește într-o dimineață, se ridică pe jumătate din pat și privește nedumerit, speriat și apoi surâzător cum pădurea de mesteceni a început să-i înconjoare patul, apoi se prăbușește mort. Wajda folosește aici o cameră care se rotește, creând impresia unei stări de amețeală ca în scena unui sărut din filmul Vertigo (1958) al lui Alfred Hitchcock. Sfârșitul filmului este încărcat și el de simbolism: negrul doliului s-a transformat într-un alb eliberator atunci când Bolesław ia decizia să se rupă de trecut și, împreună cu Ola, să părăsească pădurea de mesteceni. Moartea unei persoane dragi determină, la fel ca în Peisaj după bătălie (1970), trezirea din letargie a protagonistului și dobândirea puterii de a merge mai departe. Albul cu care sunt îmbrăcați Bolesław și Ola la sfârșitul filmului semnifică, în interpretarea lui Ryszard Przybylski, autorul cărții Eros i Tanatos. Proza Jarosława Iwaszkiewicza 1916–1938 (1970), reînnoirea vieții spirituale.
Tema dragostei, care fusese dezvoltată anterior de Wajda în filmele Generație (1955), Canalul (1957), Cenușă și diamant (1958), Lotna (1959), Cenușa (1965) și Peisaj după bătălie (1970), apare și în Pădurea de mesteceni. Ceea ce este nou însă în creația cineastului este prezentarea în termeni freudieni a luptei între Eros (dragoste) și Thanatos (moarte), pe care o identificase anterior Ryszard Przybylski în opera literară a lui Jarosław Iwaszkiewicz. Spre deosebire însă de Bernardo Bertolucci care prezentase acest conflict într-un mod scandalos în Ultimul tangou la Paris (1972), Wajda integrează această luptă într-un mediu natural idilic.
Personajele lui Wajda experimentează dragostea înainte de moarte, deoarece iubirea este sentimentul care susține viața și alungă frica de moarte. Depresia în care trăiesc frații Bolesław și Stanisław este depășită cu ajutorul localnicei Malina, care este încărcată de sexualitate și întruchipează forței vitală. Pasiunea dragostei sfidează amenințarea morții și stimulează pofta de viață a personajelor. Dragostea nu mai are aici o dimensiune politică, la fel ca în Peisaj după bătălie, nemaifiind sacrificată pe altarul idealurilor naționale.

## Lansare
Pădurea de mesteceni a avut premiera oficială pe 10 noiembrie 1970 și a atras atenția criticilor prin faptul că era diferit de filme politice realizate anterior de Wajda. Apariția acestui film marchează începutul unei perioade de apogeu în creația cineastului polonez, când Andrzej Wajda a învățat să mențină un echilibru între conținut și reprezentare și a creat astfel o serie de filme mature care au atras atenția criticilor străini și au fost considerate capodopere artistice.
Difuzarea filmului în străinătate a fost restrânsă: filmul a fost vizionat în Italia la 25 iunie 1971, cu ocazia Săptămânii Filmului Polonez de la Verona, și a concurat la Festivalul Internațional de Film de la Moscova (20 iulie – 3 august 1971) și apoi la Festivalul Internațional de Film de la Cannes (mai 1972). Pădurea de mesteceni a fost difuzat în principal în țările comuniste, fiind lansat în Ungaria la 20 ianuarie 1972 și în Republica Democrată Germană la 26 octombrie 1973. A fost lansat în România până în 1973, fiind difuzat în cinematografe cu tăieri operate de organele de cenzură.
Lansarea oficială a filmului în Italia a avut loc abia la 5 noiembrie 1977, în Franța la 1 februarie 1978 și în Statele Unite ale Americii la 18 februarie 1981.

## Primirea filmului
Pădurea de mesteceni a cunoscut un succes critic remarcabil atât în Polonia, cât și în străinătate pentru tratarea cu maturitate artistică a temei morții și pentru calitățile sale estetice, devenind unul dintre cele mai celebre filme ale lui Andrzej Wajda. Criticii au evidențiat că, spre deosebire de filmele anterioare ale cineastului, cu tentă politică și foarte pătimașe, acest film este mai profund, caută răspunsuri la întrebările cu privire la viață și la moarte și atinge astfel o coardă sensibilă a publicului cinefil.
Eroii filmelor anterioare ale lui Wajda erau prezentați mereu ca membri ai unui grup, a unei comunități sau a unei națiuni, iar soarta lor individuală depindea de soarta colectivă și avea din acest motiv un sfârșit tragic. Tragedia era generată deseori de neconcordanța dintre aspirațiile individuale și aspirațiile colective. După o serie de filme axate pe probleme sociale sau politice în anumite contexte istorice, regizorul polonez Andrzej Wajda a pus accentul în Pădurea de mesteceni pe teme grave precum dragostea, viața și moartea. Personajele acestui film sunt văzute de această dată în mod individual, cu propriile lor suferințe cauzate de confruntarea cu boala și cu moartea.

### Aprecieri critice

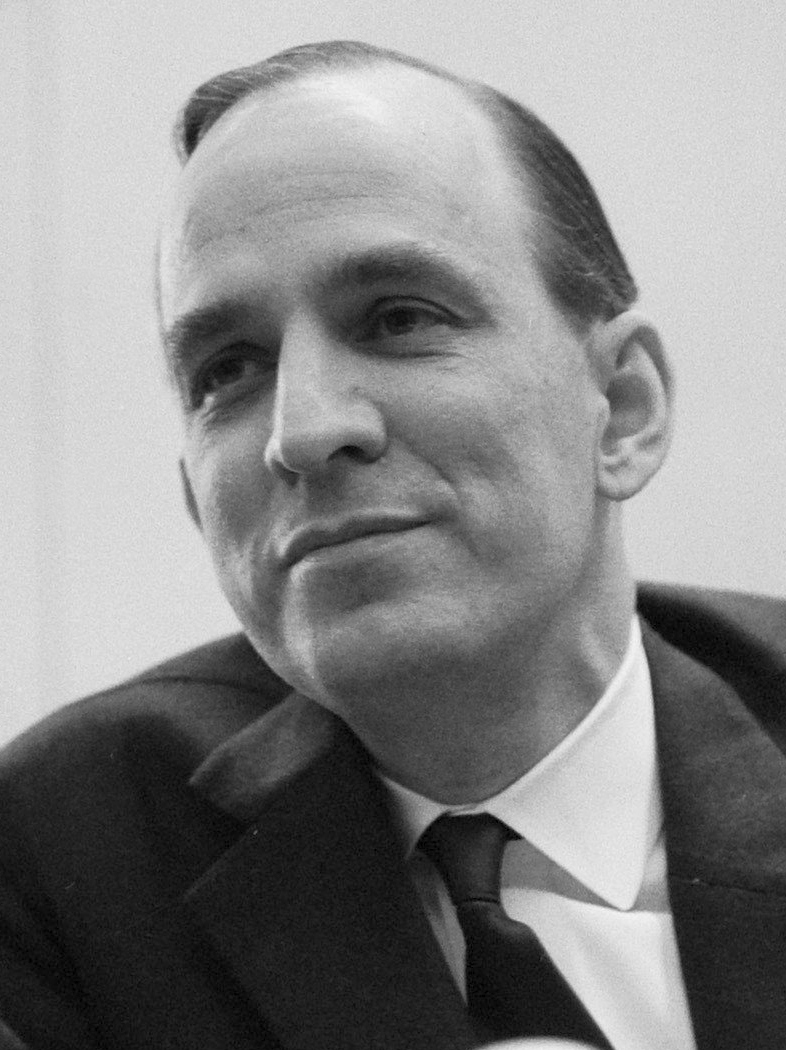
Pădurea de mesteceni a fost comparat cu filmele filozofice ale lui Ingmar Bergman (fotografie din 1966).

Cronicile criticilor contemporani au evidențiat o deplasare a cineastului polonez în direcția filmelor filozofice cu tonuri grave ale regizorului suedez Ingmar Bergman și au remarcat că Andrzej Wajda a dovedit în acest film că este un cineast matur, capabil să exploreze și să prezinte emoții umane complexe. Unii critici polonezi și străini au considerat chiar că Pădurea de mesteceni ar fi o capodoperă. Astfel, filmul a fost descris de criticul francez André Cornand (Image et Son, Paris, februarie 1978) ca fiind „o meditație poetică cu privire la lupta forțelor vieții împotriva forțelor morții”, iar opinii similare au formulat Robert Chazal (France-Soir, Paris, 1 februarie 1978) și Angelo Signorelli (Cineforum, Veneția, aprilie 1979).
Criticul Albert Cervoni a afirmat impresionat, într-un articol publicat la 13 februarie 1978 în revista France Nouvelle, că „Pădurea de mesteceni este frumos nu numai prin frumusețea peisajului silvic, ci și, mai presus de toate, prin forța nemaipomenită a gesturilor și emoțiilor umane. O rază de soare este la fel de importantă aici ca o ultimă respirație. Acest film, care vibrează cu agonia gesturilor de despărțire, pulsează viața”. Frumusețea filmului se datorează faptului că „fiecare scenă este emoțională și expresivă și fiecare dintre ele este necesară și absolut indispensabilă”, remarca romancierul, jurnalistul și prezentatorul de televiziune Étienne Lalou într-un articol publicat la 9 februarie 1978 în ziarul francez Le Figaro. Alți critici ai vremii, precum prozatorul și eseistul polonez Jan Józef Szczepański, au evidențiat contrastul „înspăimântător” între străveziul cadaveric al bolnavului de tuberculoză și explozia de culori a naturii înflorite, care corespunde într-un mod uimitor conținutului nuvelei lui Iwaszkiewicz, dar constituie în același timp o contribuție originală a regizorului Wajda și operatorului Samosiuk. (Tygodnik Powszechny, nr. 47/1970)
Corespondențele trimise de criticii români de la Festivalul Internațional de Film de la Moscova (1971) conțineau, de asemenea, opinii elogioase cu privire la calitățile artistice ale Pădurii de mesteceni. Cineastul Șerban Creangă descoperea aici „și atmosfera tensională din Lady Macbeth siberiana, și tristețea de lungă respirație din Cenușă, și, mai ales, aceleași structuri psihologice, aceleași gînduri și suferințe care străbat toate construcțiile sale cinematografice [ale lui Andrzej Wajda – n.n.], indiferent de story-ul propriu-zis” și susținea că filmul se remarcă prin „finețea și profunzimea revelării adevărului”. Într-un articol publicat în revista Contemporanul, criticul român Călin Căliman elogia acest film, pe care îl considera o ecranizare a unei povești poetice „de dragoste și moarte”, realizată de „unul dintre cei mai interesanți regizori ai filmului mondial”, și scria că Pădurea de mesteceni este un „tratat în stilul plasticii poloneze de la sfîrșitul secolului trecut”, care se remarcă printr-o „rar întîlnită elocvență a imaginii” și „un desăvîrșit simț al cinematografului”. Criticul sus-menționat susținea că Andrzej Wajda „izbutește [...] un adevărat tur de forță în sondarea psihologiei personajelor, aduse pe ecran”, cu ajutorul actorului Daniel Olbrychski, „un maestru al firescului, demn de renumele înaintașului său, Cybulski, al cărui tip de roluri l-a preluat, conferindu-i mereu nuanțe noi”. Scriitorul Romulus Rusan, critic de film al revistei Cinema, considera acest film o „revelație” în care regăsea „resursele – ce păreau pierdute – ale unei mari cinematografii” și, în același timp, „o tulburătoare reînălțare” în cariera lui Wajda. În opinia scriitorului, „creșterile și scăderile, izbucnirile și concilierile celor două caractere sînt reglate de regizor cu un rar simț al echilibrului, încît filmul – ce putea deveni o sumbră tragedie – respiră optimist grație limpezimii sale psihologice (de tip cehovian, aș zice) și unei plastici răspicat romantice”.
Au existat totuși și opinii mai rezervate precum cea a criticului american Vincent Canby de la ziarul The New York Times care scria într-un articol că Pădurea de mesteceni este „o dramă absolut năucitoare [...] sumbră aproape de la început până la sfârșit și, în cele din urmă, de neînțeles, deși conține momente ciudate și frumoase. [...] Unele scene sunt frapante prin detaliile lor, dar emoția nu se acumulează nicicând”. Un alt critic american, Fred Camper de la Chicago Reader, susținea că „filmul este tulburător și plăcut de privit, dar adesea static și neinventiv din punct de vedere stilistic”. În plus, istoricul cinematografic polonez Marek Haltof, autorul mai multor studii academice referitoare la cinematografia poloneză, a minimalizat importanța Pădurii de mesteceni, considerându-l doar „un modest film de televiziune (distribuit mai întâi la cinema) care a avut o mare importanță pentru [cariera lui – n.n.] Wajda”.
Ceea ce i-a deranjat pe unii critici nu a fost numai subiectul, ci și amestecul de culori al filmului. Aleksander Jackiewicz a considerat că filmul este nereușit din cauza modului în care a fost filmat: „Verde decolorat, albastru, galben. Lumina este plată, împrăștiată, subțiată în aer, care înăbușă totul ca apa sau sticla. Dacă filmul lui Wajda ar fi privit ca o încercare de a adapta pictura în cinema, ar fi unul dintre exemplele magistrale, o reflectare a picturii în film. [...] Figurile făcute din mucava, care au – zic eu – o forță și o importanță statică, încep să se miște, dar nu trăiesc. Nu au nimic viu. Nu se schimbă. Rămân cu expresia lor feroce, originală. Filmul lui Wajda dă deci impresia de viol. Aduce la viață ceva care nu are dreptul să trăiască”. Analizând creația artistică a lui Samosiuk (Kino, nr. 8/1984), criticul Tomasz Cichawa a criticat neajunsurile tehnice ale filmului, pe care le-a atribuit în mare parte folosirii luminii împrumutate din picturile lui Jacek Malczewski. Într-un interviu acordat ulterior lui Marcin Gycycki, directorul de imagine Zygmunt Samosiuk a lăsat impresia că nu ar fi fost mulțumit deplin de imaginile filmate pentru Pădurea de mesteceni, susținând totuși cu o anumită rezervă că „imagini precum cele din Pădurea de mesteceni sunt, de asemenea, uneori necesare”. (Projekt, nr. 1/1981)
În studiul dedicat operei lui Andrzej Wajda, pe care l-a publicat în limba engleză, cercetătoarea specializată Janina Falkowska a scris că Pădurea de mesteceni este un film „matur și sofisticat din punct de vedere tematic”, care nu înfățișează natura, sexualitatea, boala și moartea într-un mod copleșitor și revoltător, ci într-un mod mult mai subtil prin folosirea sugestivă a unor metafore vizuale și a muzicii interpretate la pian. Calitatea artistică a filmului se datorează într-o mare măsură interpretărilor reușite ale lui Daniel Olbrychski și Olgierd Łukaszewicz, care întăresc contrastul între mizantropul Bolesław și exuberantul Stanisław. Enciclopedia cinematografică germană Lexikon des internationalen Films descrie astfel acest film: „Un tânăr bolnav aflat pe moarte se întoarce de la un sanatoriu în patrie, la fratele său. Adaptarea cinematografică a lui Andrzej Wajda schițează caracterele diferite ale celor două personaje cu propriile lor probleme. Un magistral kammerspiel psihologic, poetic și încărcat de atmosfera locului, convingător inclusiv în integrarea naturii”.

### Premii
Pădurea de mesteceni a fost prezentat la ediția a VII-a a Festivalului Internațional de Film de la Moscova, care a avut loc în perioada 20 iulie – 3 august 1971, iar criticul român Călin Căliman, corespondent al revistei Contemporanul la acest festival, a scris că filmul lui Wajda „a constituit, de fapt «punctul forte» al ultimelor zile de Festival și, cred, al întregului concurs”. Wajda a obținut Medalia de Aur pentru regie, iar Daniel Olbrychski a câștigat, alături de actorul britanic Richard Harris (interpretul generalului Oliver Cromwell din filmul istoric Cromwell), premiul pentru cea mai bună interpretare a unui rol masculin.
Filmul a mai obținut premiul FIPRESCI la târgul MIFED (Mercato internazionale del film e del documentario) de la Milano din 1970, premiul Strugurele de Aur pentru cel mai bun regizor (Andrzej Wajda) și premiul Strugurele de Aur pentru cel mai bun actor în rol principal (Daniel Olbrychski) la festivalul Lubuskie Lato Filmowe de la Łagów din 1971, o diplomă de onoare la Festivalul Premiilor Asociației Finlandeze de Film Filmaur din 1973 și premiul Sigiliul de Aur la Festivalul Internațional de Film de la Milano din 1975.

## Legături externe
- en  Pădurea de mesteceni la Internet Movie Database
- pl Brzezina în baza de date filmweb.pl
- pl Brzezina în baza de date  filmpolski.pl
- pl Imagini din filmul Brzezina în baza de date a Arhivei Naționale de Filme „Fototeka”
- en  Andrzej Wajda. „Brzezina [The Birch Wood]”. wajda.pl (site-ul personal al lui Andrzej Wajda). Arhivat din original la 5 iulie 2020. Accesat în 23 octombrie 2020.